# Warsangali

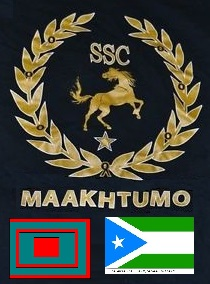
calan harti waqooyi

Los Warsangali (también Warsengeli o Warsingeli) ("Hijo de Mohamoud Harti") es un clan somalí del grupo Harti, parte del clan Darod. En idioma somalí, significa "Portador de buenas noticias" o aquellos que "siempre trajeron buenas noticias".
Los Warsengeli viven en Sanaag en la ex Somalilandia Británica y en la parte occidental de Bari y en ciertas zonas de Jubbada Hoose. Los Warsangeli también tienen el sultanato más antiguo entre las tribus somalíes que habitan la ex Somalilandia Británica.